# Adam Skulte
Adam Skulte (ur. 30 września 1982) – polski judoka.
Były zawodnik GKS Czarni Bytom (1996-2002). Mistrz Polski (2001) oraz wicemistrz Polski seniorów (2000) w kategorii do 60 kg. Ponadto m.in. złoty medalista Pucharu Europy juniorów 2001 oraz mistrz Polski juniorów 2000 w tej kategorii. Uczestnik mistrzostw Europy juniorów (2000).